# 운산초등학교 원평분교
운산초등학교 원평분교는 대한민국 충청남도 서산시 운산면 원평리 279에 있었던 공립 초등학교이다.

## 연혁
- 1947. 7.25. : 운산국민학교 원평분교장 인가
- 1949.12.31. : 원평국민학교로 승격 인가
- 1993. 3. 1. : 운산국민학교 원평분교로 격하 인가
- 1996. 3. 1. : 운산초등학교 원평분교로 명칭 변경
- 1997. 3. 1. : 폐교